# Facultad de Medicina (Universidad de Sevilla)
La Facultad de Medicina de la Universidad de Sevilla es un centro universitario público donde se imparten las enseñanzas para obtener la titulación de Médico y Biomédico. En cuanto a Medicina, se expide el título de licenciado en Medicina y, desde el curso 2009-2010, el título de graduado de Medicina". En ambos casos, los estudios tienen una duración de seis años o cursos académicos. En cuanto a los otros estudios, se imparte el Grado de Biomedicina, con una duración de cuatro años, y que conduce a la obtención del "Grado de Biomedicina". La biomedicina se relaciona con la práctica de la medicina, y aplica todos los principios de las ciencias naturales en la práctica clínica, mediante el estudio e investigación de los procesos fisiopatológicos, considerando desde las interacciones moleculares hasta el funcionamiento dinámico del organismo a través de las metodologías aplicadas en la biología, química y física.
La Facultad de Medicina de Sevilla es una de las más antiguas que existen en España.[cita requerida] En el curso 2006/07 había 1.685 alumnos matriculados de un total de 57.688 para toda la Universidad de Sevilla. En el curso 2010-2011, el número de matriculados nuevos fue de 360 estudiantes. El número de matriculados extranjeros oscila entre 25-29 en los cinco últimos años. El número de graduados fue de 235 (77 hombres y 158 mujeres).

## Historia

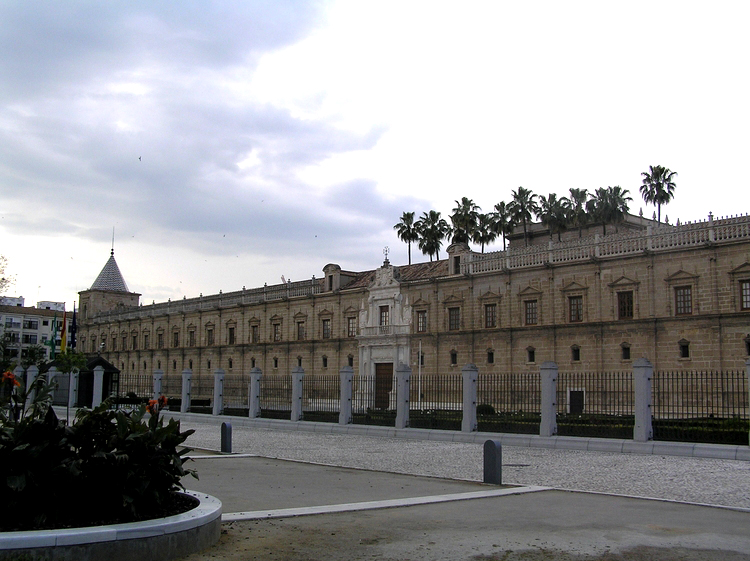
El Hospital de las Cinco Llagas y de la Sangre (hoy Parlamento Andaluz). Fue el hospital clínico de la Universidad de Sevilla hasta 1972.

La enseñanza de los saberes médicos en España desde la Edad Media ha dependido de la Universidad. De los Estatutos de 1621 se desprende que la Universidad de Sevilla se componía de cuatro Facultades: Teología, Cánones y Leyes, Medicina y Artes, y otorgaba los grados de Bachiller, Licenciado y Doctor en todas las Facultades, junto con el de Maestro por la Facultad de Artes. En el siglo XVIII la Facultad de Medicina se instaló en el edificio de la casa de la Compañía de Jesús en la calle Laraña. En 1843 se suprieron en Sevilla las enseñanzas de Medicina hasta 1845 en que se crea el Colegio de Prácticos de Curar, este centro desaparece en este mismo año por el Plan Pidal, continuándose las enseñanzas de Medicina en Cádiz. 
En 1868 se creó la Escuela Libre de Medicina subvencionada por la Diputación hasta 1874. Desde esa fecha hasta 1902 se denomina Escuela Provincial de Medicina. En 1917 se crea la Facultad de Medicina de Sevilla con sede en calle Madre de Dios. En 1954 se traslada a las actuales dependencias compartiendo algunos espacios del Hospital de las Cinco Llagas.
Los cambios económicos, ideológicos y políticos sobrevenidos tras la Guerra Civil (1936-39) propiciaron la postración y el desprestigio de la institución universitaria.

## Introducción: objetivos de la enseñanza universitaria
A su vez la organización territorial de España como un Estado de las Autonomías supuso la descentralización y redistribución de competencias y recursos entre los distintos poderes públicos. El Parlamento de la comunidad autónoma de Andalucía aprobó en 2003 la Ley Andaluza de Universidades.
La  enseñanza de la Medicina es peculiar, larga y costosa: compuesta de conocimientos (ciencia médica experimental y empírica) y de formación profesional (el juicio diagnóstico, el juicio pronóstico, el juicio terapéutico y la habilidad técnica para llevar a cabo tanto el diagnóstico como el tratamiento). En la actualidad ambos magisterios se han separado irremediablemente.[cita requerida]

## Enredo administrativo: dos ministerios y dos consejerías

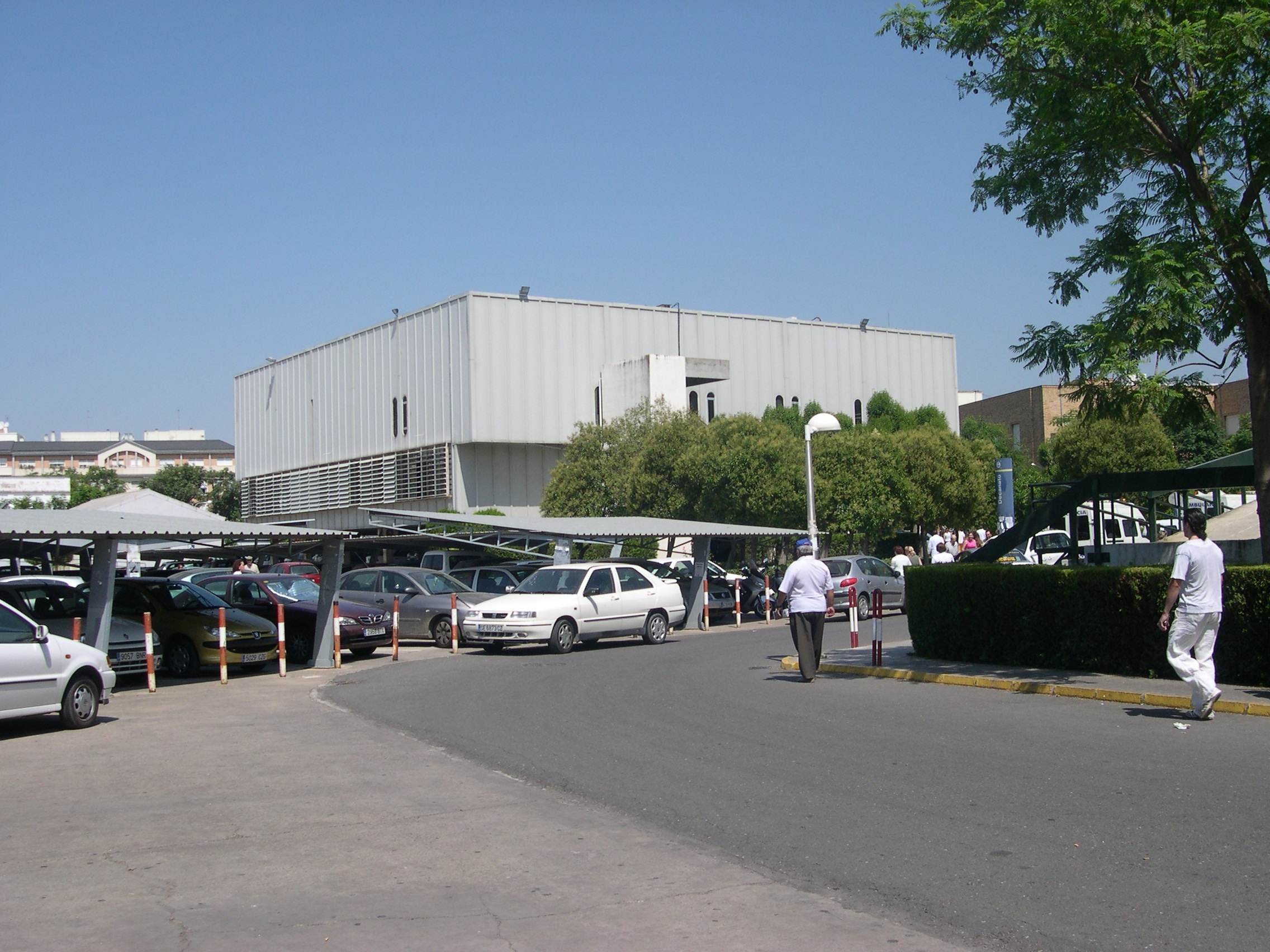
Edificio del Decanato y biblioteca. Poste azul de delimitación entre la Facultad (fondo e izquierda) y el hospital Virgen Macarena (derecha no visible).

Se diferencia de otras carreras universitarias en varios aspectos estructurales clave. Las  Facultades  de Medicina requieren la existencia de un hospital clínico anexo, que hoy se denomina genéricamente   hospital universitario,  aunque no pertenezca propiamente a la Universidad.  Esta es la causa de que existan pocas Facultades de Medicina privadas. Convertir un  hospital en Hospital Universitario no consiste en una sencilla acreditación administrativa. No sólo hay que habilitar un recinto docente capaz  , integrar una comunidad intelectual y científica y dotar un patrimonio tecnológico actualizado sino que todo debe encajar en la filosofía que le es propia a la Universidad.
En el pasado la Universidad utilizaba hospitales públicos de caridad o beneficencia, gestionados en precario por el Municipio o la Diputación provincial. En la Transición española a la Democracia la Universidad no se sintió preparada para la complicada gestión económica de un moderno hospital (alquiler de sus servicios  a la Sanidad, pública o privada). Al contrario que en otros países, en España se prefirió perder parte de la autonomía universitaria utilizando una fórmula política intermedia: la Universidad cedía la gestión de sus hospitales a las  instituciones sanitarias de la Seguridad Social, que ya tenían una experiencia importante y esta cedía los suyos para la docencia médica. Esta fue la causa determinante del declive de las Facultades de Medicina en todo el ámbito nacional. La Universidad de Sevilla transfirió su flamante Hospital Universitario Virgen Macarena con su Policlínico "Hernández Díaz"  anexo con todo su patrimonio humano al INSALUS (más tarde S.A.S.). Como la docencia médica seguía siendo un proyecto universitario, la Universidad debió negociarla  con los nuevos dueños (Servicio Andaluz de Salud) con base en lo ya previsto para el resto del país en el  Régimen General de Conciertos entre las universidades y las instituciones sanitarias.

### El primer ciclo

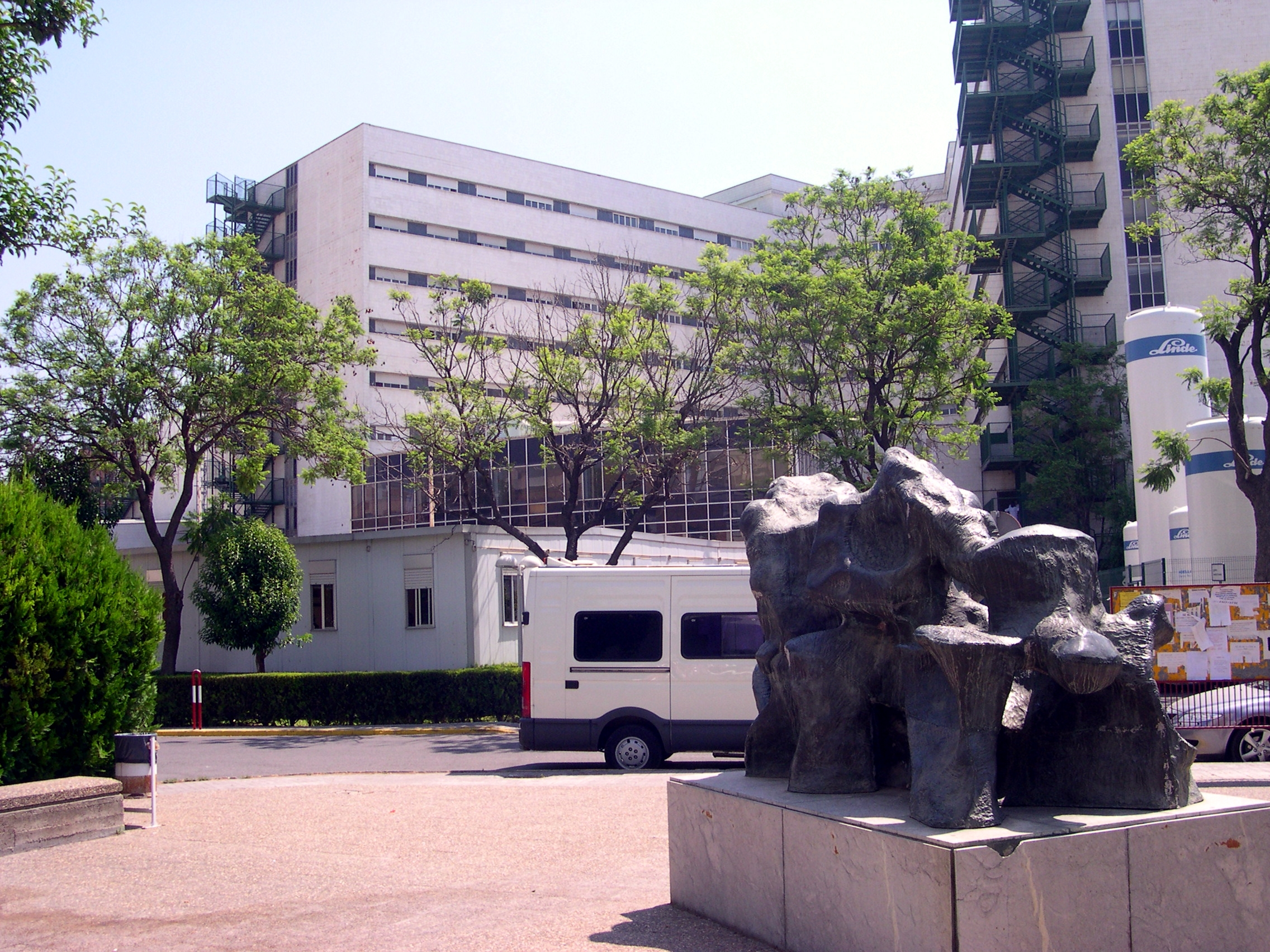
El Hospital Universitario Virgen Macarena visto desde la Facultad de Medicina. Con 1116 camas, fue construido a expensas de la Universidad y luego cedido a la Seguridad Social, y fue inaugurado en diciembre de 1974.

El primer ciclo de la carrera consta de las asignaturas básicas o preclínicas; es común para todos los estudiantes y es impartido en las instalaciones de la Facultad de Medicina junto al Hospital Universitario Virgen Macarena. Este campus, formado por edificios de ladrillo visto de los años 1950 y algunos módulos prefabricados recientes dispuestos alrededor del Decanato,  es cruzado libremente por los viandantes y goza de una peculiaridad arquitectónica poco común entre los recintos universitarios: se acceda a él bien desde la Avda Sánchez Pizjúan o desde la calle doctor Marañón y Avda doctor Fedriani. La Facultad cuenta con zonas amplias ajardinadas muy agradables y tiene su propio personal de mantenimiento.https://goo.gl/maps/qbdBG8yDSh82
Después del acuerdo con el S.A.S. no se construyó obra nueva (excepto un ascensor externo a la biblioteca en el edificio del Decanato) sino que se fue transformando lo que ya había. Numerosas aulas, seminarios y otros recintos docentes de la policlínica y del hospital fueron sacrificados y convertidos por los nuevos dueños en consultorios, subsumidos por las imperiosas necesidades asistenciales. 
Generalmente por la tarde permanece abierto el campus, inclusive la biblioteca y la sala de estudio de 24h. La biblioteca cuenta con funcionarios propios del cuerpo de bibliotecarios. 

### El segundo ciclo

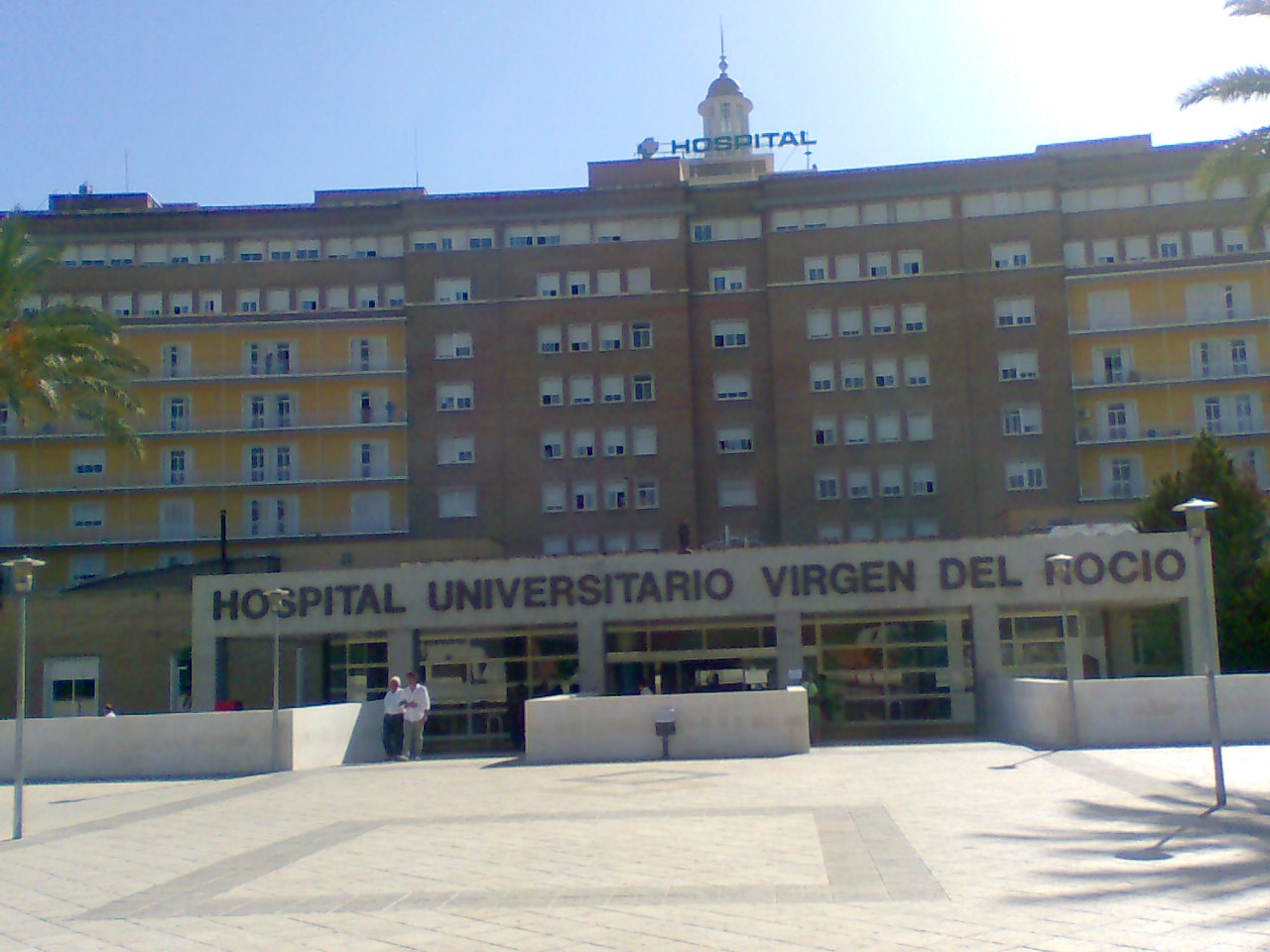
El Hospital Universitario Virgen del Rocío, antigua Residencia García Morato.

Excepto para la asignatura de Medicina Legal, que es común y tiene instalaciones propias, durante el segundo ciclo la docencia de las asignaturas clínicas queda dividida en tres grupos independientes por sorteo entre los tres hospitales de especialidades de la ciudad: el Hospital Universitario Virgen Macarena (conocido en Sevilla como "el hospital Universitario", por haber sido el primero), el Hospital Universitario Virgen del Rocío y el Hospital Universitario Virgen de Valme .
En la práctica, la libertad de cátedra hace que existan diferencias entre los sistemas de evaluación para una misma asignatura entre los diferentes profesores, siendo esta una situación que inquieta al alumnado aparentemente perjudicado. Muy típico de esta campus es que la Universidad nunca haya proveído a los profesores del segundo ciclo de infraestructuras propias en edificios de la Universidad (despachos personales, biblioteca, archivos, laboratorios, servicios de secretaría, estar, reunión etc.) teniendo éstos que radicarse físicamente en consultorios dispersos, a veces conectados telefónicamente,  y pequeños recintos aislados que la gerencia de cada hospital cede en el mejor de los casos.
En este ciclo del pregrado se enseñan las enfermedades bajo su proyección médica o quirúrgica. Unas asignaturas (áreas de conocimiento) son obligatorias y se llaman troncales y otras son optativas, con las que el alumno avisado va completando su curriculum.  Existe un enmarañado cruce de competencias tanto en el profesorado como en los equipamientos.
Las enseñanzas teóricas (conocimientos y metodología científicos) dependen del patrimonio de la Universidad (aulas, animalario, informática, biblioteca, videoteca).  La enseñanza práctica se realiza dispersa por las instalaciones asistenciales (hospitales, policlínicas) y con la anuencia y ayuda del personal del Servicio Andaluz de Salud. La Universidad debe satisfacer anualmente al S.A.S. un canon por alumno/curso académico por el uso y disfrute del material didáctico aportado por el hospital.
El profesorado, acreditado por la Facultad, procede
(a) de la Universidad (funcionario público con grado de doctor):  catedrático,   profesor titular;    (b) contratado al Servicio Andaluz de Salud  (  funcionario   estatutario):  profesor asociado CIS,  encargado fundamentalmente de las clases prácticas y trabajo de campo (tutor de prácticas).   (c) Absurdamente también hay profesores asociados exteriores LRU contratados a tiempo parcial independientemente por la Facultad de Medicina cuya ubicación laboral es compleja dentro de la estructura docente de la Facultad  que, como se ha dicho,  no dispone de infraestructuras propias en el segundo ciclo. No hay figuras intermedias independientes asalariadas (vg. consultor, prof. visitante etc.).
Para cada unidad docente hospitalaria la explicación del programa, los exámenes y las calificaciones finales respetan el principio democrático de libertad de cátedra y son responsabilidad de un profesor numerario integrado en un Departamento común.
La autoridad universitaria reside en el Rector y, a nivel Facultad, en el Decano, en su equipo de vicedecanos, en la Junta de Facultad y en los Departamentos y procede de un sistema electivo. En cambio, la autoridad hospitalaria es ostentada por un equipo gestor no electivo nombrado por el sistema de "libre designación" por el S.A.S.: órganos unipersonales y comisión de dirección. La  relación  entre la comunidad académica y la asistencial, que conviven en el hospital, es cortés  y profesional.
De acuerdo con la base 13.ª del contrato la plaza vinculada se considera a todos los efectos como un solo puesto de trabajo. Es decir, los catedráticos y profesores numerarios de determinada área docente que desempeñen plaza vinculada en el correspondiente Servicio del hospital tendrán los derechos y deberes inherentes a su condición de miembros de Cuerpos Docentes Universitarios y asimismo los de   Personal Estatutario del régimen correspondiente. Esta esquizofrenia laboral y administrativa, celosamente mantenida vigente,  ha sido calificada de absolutamente anómala, excepcional y "muy extraña" en el ámbito administrativo y universitario español. Pero a efectos asistenciales  el profesor numerario genera lucro añadido al funcionar a todos los efectos como un Facultativo Especialista de Área (F.E.A.). Si el numerario es a la vez Jefe de Servicio tendrá muchas más oportunidades de llevar a buen término una investigación reglada que si es jefe de sección o médico adjunto. Las vías de acceso a Numerario y a Jefe de Servicio son muy diferentes por el momento.
El entramado burocrático de la enseñanza médica andaluza:
| Nivel Administrativo              | Facultad de Medicina de Sevilla                                                   | Hospitales Universitarios                                                               |
| Nivel Estado español              | Ministerio de Educación (Secretaría General de Universidades).                    | Ministerio de Sanidad.                                                                  |
| Nivel Comunidad Autónoma Andaluza | Consejería de Innovación, Ciencia y Empresa (Dirección General de Universidades). | Consejería de Salud (Dirección General de Innovación Sanitaria, Sistemas y Tecnología). |.

## El postgrado
"[...] es por ello que la calidad del sistema educativo universitario debe manifestarse tanto en  los resultados como en la calidad de los procesos de enseñanza e investigación que  desarrollan nuestras Universidades".                                                                              (Preámbulo de la Ley Andaluza de Universidades 15/2003, de 22 de diciembre).

El número de aprobados en el examen M.I.R. parece indicar la calidad de la docencia impartida en el pregrado y, por supuesto, el esfuerzo de los estudiantes. Aunque este dato parece tener más relación con la realidad de la demanda laboral en la Medicina pública. El expediente académico se pondera a un 25% mientras que el examen contabiliza el 75%.  La Facultad de Medicina debería reflexionar sobre sus propias calificaciones y sobre la idoneidad evaluatoria de dicho examen nacional  ya que los alumnos suelen someterse a una preparación intensiva en academias de circunstancia. Las universidades tienen su ranking académico basado en criterios bibliométricos y número de patentes. Otros indicadores estudian el número de tesis doctorales elaboradas por profesores funcionarios;  los proyectos de I+D presentados;  la proporción de becas de formación del profesorado;  los artículos ISI publicados en revistas incluidas en el registro de citaciones científicas JCR; el porcentaje de catedráticos y titulares con dos o más tramos de investigación y la proporción de doctorados con Mención de Calidad. En fin, unos indicadores bastante aproximados son el número de alumnos que terminan sus estudios, el número de tesis doctorales y el número de investigadores.

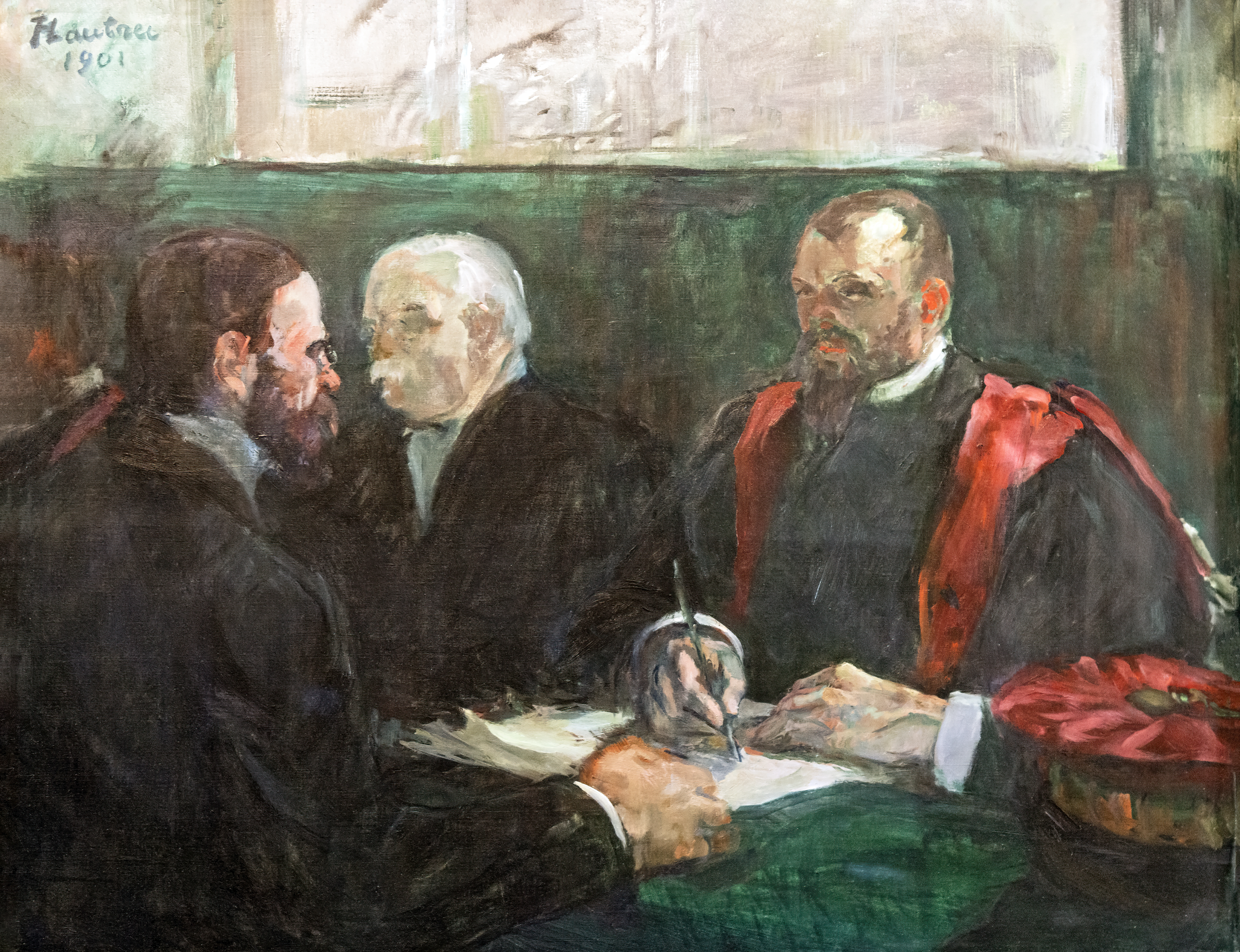
Henri de Toulouse-Lautrec (1864-1901). Examen en la Facultad de Medicina (1901).

Aunque puedan existir cursos complementarios, másteres, doctorados etc. el posgrado se refiere fundamentalmente a la formación profesional a través de la figura jurídica llamada contrato formativo, de residencia hospitalaria con dedicación laboral plena durante varios años (sistema M.I.R. o médico-interno-residente). El recién egresado de pregrado se somete al examen M.I.R. y según su calificación elige mediante subasta la especialidad médica y el hospital nacional de entre los existentes. El programa formativo de la especialidad es aprobado de conformidad con lo previsto en el artículo 21 de la Ley 44/2003, previos informes favorables de la  Comisión de Recursos Humanos  del  Sistema Nacional de Salud  y del Ministerio de Educación y Ciencia. Existe el compromiso formal de un Programa Complementario,  de carácter común y troncal, que se sume al programa formativo de la especialidad y que persiga potenciar sustancialmente competencias profesionales que son de fundamentales para el sistema público de salud. En este sentido, se intensificará el aprendizaje en materia de organización sanitaria, asistencia basada en la evidencia, metodología de investigación, bioética, gestión clínica y soporte vital.
Este sistema ha sido calificado como «el proyecto más atractivo y que en mayor medida ha contribuido a elevar el nivel de la Medicina desde la muerte de Cajal». Se realiza tanto en hospitales universitarios como no universitarios. La pretendida generosidad que supone el proyecto de asumir, durante períodos de 4-5 años, la formación integral como especialistas en cualquier rama de la  Medicina de más de 2.000 licenciados extranjeros por año, no es más que retórica. Las plusvalías que generarán estos postgrados (hispanoamericanos en su mayoría) mientras se forman trabajando en nuestros hospitales se añadirán al ahorro del tremendo coste del pregrado a cargo de la economía de sus países en desarrollo. La mayor parte de ellos es probable que no regrese  a sus países de origen, desequilibrando además el mercado laboral español.
La creencia en la efectividad del aprendizaje tutelado trabajando para la obtención del título de especialista puede ser válida para el tipo de praxis protocolizada que se ejerce en los hospitales (dialéctica especialidad/superespecialidad). No es raro que los expedientes académicos más brillantes (aproximadamente 5% por curso) marchiten su talento en la rutina de la especialidad de moda. 

El cínico utilitarismo laboral   y la rígida aplicación de protocolos interfieren seriamente en un aprendizaje crítico en libertad que determinará la praxis futura del aprendiz .

   Debido a las imperiosas necesidades del mercado de trabajo, en España durante (evaluación continuada) y al final del postgrado no se realizan controles (o auditorías) verificables de la calidad docente y del nivel científico de los conocimientos adquiridos. El proceso es como sigue: la Comisión de docencia del hospital, terminado el periodo global de formación, remitirá su evaluación final a la Comisión Nacional de la especialidad correspondiente,  quien propondrá al Ministerio de Ciencia e Innovación la expedición del título de médico especialista sin el que no es posible la práctica médica. Este título es emitido por el Ministerio de Ciencia e Innovación pero sin el visto bueno de las Facultades de Medicina.

## Títulos
Los títulos tramitados  por la Facultad de Medicina de Sevilla son:
- Grado en Medicina.
- Grado en Biomedicina
- Máster en Investigación Médica: clínica y experimental

## Resumen
El papel de la Facultad de Medicina de Sevilla en la enseñanza de la Ciencia Médica es la siguiente:
- Determinación  del numerus clausus de estudiantes que ingresarán en el pregrado.
- Enseñanza del primer ciclo del pregrado.
- Enseñanza del segundo ciclo del pregrado.
- Emisión del título de licenciatura en Medicina.
- Emisión del título de grado en Medicina.
- Cursos de postgrado: doctorado y másteres.

## Otras actividades
Aparte de la función docente, el campus de la Facultad de Medicina, situado bajo el Hospital Universitario Virgen Macarena, es la sede de la mayoría de las actividades formativas y culturales organizadas por el alumnado. Entre ellas destacan la Tuna de Medicina de Sevilla; el Aula de Cultura; la bibliovideoteca, que oferta libros y vídeos al personal universitario; los ciclos de cine mensuales; las jornadas culturales, que incluyen el  Fonendorock;  el grupo de teatro,  Troteatro;  el aula de fotografía, que ofrece a los alumnos la posibilidad de revelar gratis sus fotos y la Asociación Juvenil de Intercambio de Estudiantes de Medicina de Sevilla,  A.J.I.E.M.S.,  a su vez compuesta por múltiples comités y también organizadora de diversas actividades, como las Jornadas Norte-Sur.